# René van Rijswijk
René van Rijswijk (Rotterdam, 3 januari 1971) is een Nederlands oud-voetballer. Na in de jeugdelftallen van Puttershoek en SVW te hebben gespeeld, brak hij definitief door als rechtsbuiten bij RKC in het seizoen 1993/1994. Gedurende zijn carrière speelde hij 314 competitiewedstrijden in het betaald voetbal, waarin hij 31 doelpunten scoorde. Behalve voor RKC kwam hij tevens 6 seizoenen uit voor Cambuur Leeuwarden en 5 seizoenen voor N.E.C.. Na zijn profloopbaan werd hij jeugdtrainer bij Cambuur en studeerde hij psychologie. Van 2010 tot 2012 speelde hij voor SC Amelandia en in 2012 stapte hij over naar VV Bergum waar hij tevens assistent-trainer is. Tussen december 2008 en juli 2009 was hij in twee periodes deeltijd verbonden aan het team van de Falklandeilanden. Hij gaf training op de Falklandeilanden en begeleidde het team op de Eilandspelen op Åland.

## Loopbaan
| seizoen | club               | wedstrijden | doelpunten | competitie     |
| ------- | ------------------ | ----------- | ---------- | -------------- |
| 1993/94 | RKC                | 11          | 0          | Eredivisie     |
| 1994/95 | RKC                | 20          | 4          | Eredivisie     |
| 1995/96 | RKC                | 11          | 2          | Eredivisie     |
| 1995/96 | Cambuur Leeuwarden | 19          | 4          | Eerste divisie |
| 1996/97 | Cambuur Leeuwarden | 17          | 3          | Eerste divisie |
| 1997/98 | Cambuur Leeuwarden | 31          | 5          | Eerste divisie |
| 1998/99 | Cambuur Leeuwarden | 31          | 7          | Eredivisie     |
| 1999/00 | N.E.C.             | 31          | 0          | Eredivisie     |
| 2000/01 | N.E.C.             | 34          | 1          | Eredivisie     |
| 2001/02 | N.E.C.             | 30          | 0          | Eredivisie     |
| 2002/03 | N.E.C.             | 15          | 0          | Eredivisie     |
| 2003/04 | N.E.C.             | 13          | 2          | Eredivisie     |
| 2004/05 | Cambuur Leeuwarden | 29          | 2          | Eerste divisie |
| 2005/06 | Cambuur Leeuwarden | 22          | 1          | Eerste divisie |
|         | Totaal             | 314         | 31         |                |